# Sussunzione (diritto)
Nel diritto la sussunzione è la tecnica di ricomprendere un dato dell'esperienza concreta o della prassi all'interno di una previsione generale teoretica, dando corpo all'ipotesi teorica e facendone derivare effetti giuridici.

## Nel diritto penale
Nel diritto penale la sussunzione è un procedimento di valutazione, un giudizio, che per alcuni interpreti è lo stabilire una "somiglianza fra le note estratte dall'oggetto e altro oggetto assunto come paradigmatico di quel genere". Una norma che delinea astrattamente e aspecificamente un tipo o un genere di atti o fatti ai quali va applicato il suo disposto (fattispecie teorica), consente di sussumere sotto di essa quegli atti o fatti dell'esperienza concreta che possano essere letti come "caso specifico" storicamente materializzante l'"ipotesi astratta" che contiene, rendendoli fattispecie concreta della norma.
La sussunzione spetta a quell'operatore del diritto chiamato a verificare appunto, nell'ambito delle sue competenze, la rispondenza del caso concreto con la previsione generica. Ad esempio il giudice, riconoscendo nella fattispecie che sta specificamente esaminando quegli elementi che consentano di ascriverla a una categoria di atti o fatti genericamente previsti da una norma, nel momento in cui ravvisi che la fattispecie specifica (concreta, storica, fenomenica) verifica la fattispecie (teorica, astratta) descritta nell'assunto teorico generale, applicherà pertanto la norma al caso di specie poiché questo vi rientra, e in questo porre in correlazione pratica e teoria (con la conseguenza di dar corpo alla teoria su un caso pratico) consiste la sussunzione tipicamente intesa.

## Nel diritto del lavoro
Stante il noto studio effettuato da Karl Marx, il quale parlò (ma in termini filosofici) della sussunzione della forza produttiva del lavoratore sotto il capitale padronale, la sussunzione è oggetto di ricorrente analisi nel diritto del lavoro, nel qual ambito le sue osservazioni sono di spunto per verificare la qualificabilità giuridica degli elementi e delle parti del contratto di lavoro. A questo proposito il termine rileva specialmente nell'analisi del rapporto professionale di subordinazione.